# Беллуски, Пьетро
Пье́тро Беллу́ски (англ. Pietro Belluschi; 18 августа 1899[…], Анкона, Марке — 14 февраля 1994, Портленд, Орегон, США) — американский архитектор итальянского происхождения. Лидер архитектурного модернизма; имеет отношение к проектированию более тысячи зданий; лауреат нескольких престижных архитектурных наград.

## Биография
Пьетро Беллуски родился 18 августа 1899 года в Анконе. Вырос в Риме. Служил в армии во время Первой мировой войны, воевал против австрийцев, принимал участие в таких крупных сражениях как Битва при Капоретто и Битва при Витторио-Венето. После окончания войны Беллуски поступил в Римский университет Ла Сапиенца и окончил его в 1922 году по специальности «гражданская инженерия». В следующем году по студенческому обмену уехал в США, где, несмотря на полное незнание английского языка, окончил Корнеллский университет по той же специальности. Беллуски не стал, по совету своих итальянских друзей, возвращаться на родину, так как там в это время начал набирать силу фашистский режим Бенито Муссолини.
Поначалу Беллуски работал инженером в шахтах Айдахо, зарабатывая пять долларов в день (около 66 долларов в ценах 2015 года), затем устроился в архитектурное бюро Альберта Дойла в Портленде (штат Орегон) — в этом городе он и прожил бо́льшую часть оставшейся жизни. В бюро Дойла Беллуски быстро сделал карьеру от простого чертёжника до главного дизайнера, а к 1943 году она ему уже фактически принадлежала, и название фирмы он сменил на своё. К началу 1950-х годов Беллуски зарабатывал около 150 тысяч долларов в год (почти 1,35 млн долларов в ценах 2015 года).
В 1951 году Беллуски стал деканом Школы архитектуры и планировки Массачусетского технологического института и пребывал на этой должности до 1965 года. Перед переездом в Массачусетс Беллучи передал свой портлендский офис компании Skidmore, Owings & Merrill.
Пьетро Беллуски скончался 14 февраля 1994 года в Портленде на 95-м году жизни.

### Личная жизнь
- Первая жена — Хелен Хеммила, с 1 декабря 1934 года по 1962 год (смерть жены)[3]. От этого брака остались двое сыновей: Питер (род. 1939) и Энтони (род. 1941).
- Вторая жена — Марджори (1920—2009), с 1965 года по 14 февраля 1994 года (смерть архитектора)[4].

## Награды и признание
- 1950—1955 — президентский назначенец Комиссии изящных искусств США[англ.]
- 1951—1965 — декан Школы архитектуры и планировки Массачусетского технологического института[англ.]
- с 1952 — член Американской академии искусств и наук[7]
- 1953—1957 — ассоциированный член Национальной академии дизайна, с 1957 года — полноправный
- 1972 — Кавалер Золотой медали Американского института архитектуры (1978).[5]
- конец 1970-х — начало 1980-х — член жюри, выбиравшего дизайн Мемориала ветеранов Вьетнама в Вашингтоне
- 1991 — Национальная медаль США в области искусств[8]. Беллучи стал вторым архитектором в истории, награждённым этой медалью[5].
- Член Американского института архитекторов

## Избранные работы
Как уже говорилось выше, Пьетро Беллуски имеет отношение к проектированию и дизайну более тысячи зданий. В сферу его интересов входили небоскрёбы, церкви, концертные залы. Ниже перечислены несколько наиболее известных (в хронологическом порядке; в скобках указаны годы строительства, город, где здание расположено, и некоторая дополнительная информация).
- Pacific Building[англ.] (1926, Портленд, внесено в Национальный реестр исторических мест США (НРИМ) в 1992 году)
- Здание общественных служб[англ.] (1927, Портленд, внесено в НРИМ в 1996 году)
- Портлендский художественный музей (1932, Портленд)
- Здание Содружества[англ.] (1948, Портленд, внесено в НРИМ в 1976 году)
- Лютеранская церковь Зиона[англ.] (1950, Портленд, внесена в НРИМ в 1996 году)
- Первая пресвитерианская церковь[англ.] (1951, Коттидж-Гров[англ.], внесена в НРИМ в 1974 году)
- Институт искусств Стерлинга и Франсин Кларк (1955, Уильямстаун)
- МетЛайф Билдинг (1960—1963, Нью-Йорк, консультативная помощь)
- Корпоративная штаб-квартира Рома и Хааса[англ.] (1964, Филадельфия, внесено в НРИМ в 2007 году)
- 555 California Street (1969, Сан-Франциско, консультативная помощь)
- Зал Элис Талли[англ.] (1969, Нью-Йорк)
- One Boston Place[англ.] (1970, Бостон)
- Собор успения Святой Марии[англ.] (1967—1971, Сан-Франциско)
- Симфонический зал Луиса Дэвиса[англ.] (1980, Сан-Франциско)
- Симфонический зал Джозефа Мейерхоффа[англ.] (1982, Балтимор)
- One Financial Center[англ.] (1983, Бостон)
- U.S. Bancorp Tower[англ.] (1981—1983, Портленд, консультативная помощь)
- Портсмутская аббатская школа[англ.] (1960—1991, Портсмут[англ.], 14 из 27 зданий кампуса)

- Институт искусств Стерлинга и Франсин Кларк
- МетЛайф Билдинг
- 555 California Street
- Симфонический зал Джозефа Мейерхоффа[англ.]